# San Antonio de Antaparco (distrito)
San Antonio de Antaparco é um distrito do Peru, departamento de Huancavelica, localizada na província de Angaraes.

## Transporte
O distrito de San Antonio de Antaparco não é servido pelo sistema de estradas terrestres do Peru.